# Gallese
Gallese település Olaszországban, Viterbo megyében. Lakosainak száma 2577 fő (2023. január 1.).

## Fekvése
A Tevere folyó völgyében fekszik. Rómától 91 kilométerre északra található. Gallese Calvi dell'Umbria, Civita Castellana, Corchiano, Magliano Sabina, Orte, Otricoli, Vasanello és Vignanello községekkel határos.

## Közlekedés
Gallese a Firenze–Róma-vasútvonalon található. A Gallese-Bassanello vasútállomás bezárták 1994-ben.

## Itt született
- II. Márton pápa (hivatalban: 882–884)
- Ennio Fantastichini (1955–2018), színész

## Népesség
A település népessége az elmúlt években az alábbi módon változott: